# انومالیسا
انومالیسا یا آنومالیزا (انگلیسی: Anomalisa) یک فیلم کمدی، درام و انیمیشنِ استاپ موشن برای بزرگسالان به کارگردانی چارلی کافمن و دوک جانسون است که در سال ۲۰۱۵ منتشر شد. این فیلم بر اساس نمایشنامه‌ای از خود کافمن با همین نام محصول ۲۰۰۵ ساخته شد و در تاریخ ۳۰ دسامبر ۲۰۱۵ توسط پرامونت به انتشار رسید. فیلم در مورد نویسنده‌ای به نام مایکل استون (با صدای دیوید تیولیس) می‌باشد که دربارهٔ ارائه خدمات به مشتریان می‌نویسد. او به خوبی نمی‌تواند با مردم ارتباط برقرار کند تا زمانیکه با زنی منحصر بفرد به نام لیزا (با صدای جنیفر جیسون لی) در یک هتل آشنا می‌شود.
انومالیسا نامزد جایزه اسکار بهترین انیمیشن و جایزه گلدن گلوب بهترین انیمیشن بلند شد و در هفتاد و دومین جشنواره فیلم ونیز توانست جایزه ویژه هیئت داوران را از آن خود کند.

## بازیگران
- دیوید تیولیس : در نقش مایکل استون فردی جذاب و ناامن و نویسنده ای بدون اعتماد به نفس
- جنیفر جیسن لی : در نقش لیزا یک زن شیرین و خوش مشرب که احساس میکند به خودش اطمینان ندارد.
- تام نونان